# Fort de São Sebastião de Castro Marim
Le fort de São Sebastião de Castro Marim est une ancienne fortification militaire du XVIIe siècle située dans la freguesia de Castro Marim (pt), sur le territoire de la municipalité de Castro Marim (district de Faro, Portugal),.
Le fort est situé au sud du Monte do Castelo, sur la chaîne de montagnes du Cabeço, où se trouvait à l'origine une chapelle dédiée à Saint-Sébastien, démolie lors des travaux de fortification. Son importance tient à sa position, car il constitue l'exemple le mieux préservé de la vaste rénovation du système défensif de la ville au milieu du XVIIe siècle.
Il est classé Monument national depuis 2012.

## Historique
La construction débuta sous le règne de Jean IV (1640-1656), à partir de 1641, dans le contexte de la restauration de l'indépendance portugaise, afin de renforcer la défense de ce tronçon stratégique de la frontière. Le projet visait à moderniser la protection assurée par l'ancien château médiéval, transformant la ville en principale place forte de l'Algarve à l'époque.
Le complexe défensif est complété par le Fort de Santo António de Castro Marim (pt), à l'est de la ville.

## Caractéristiques

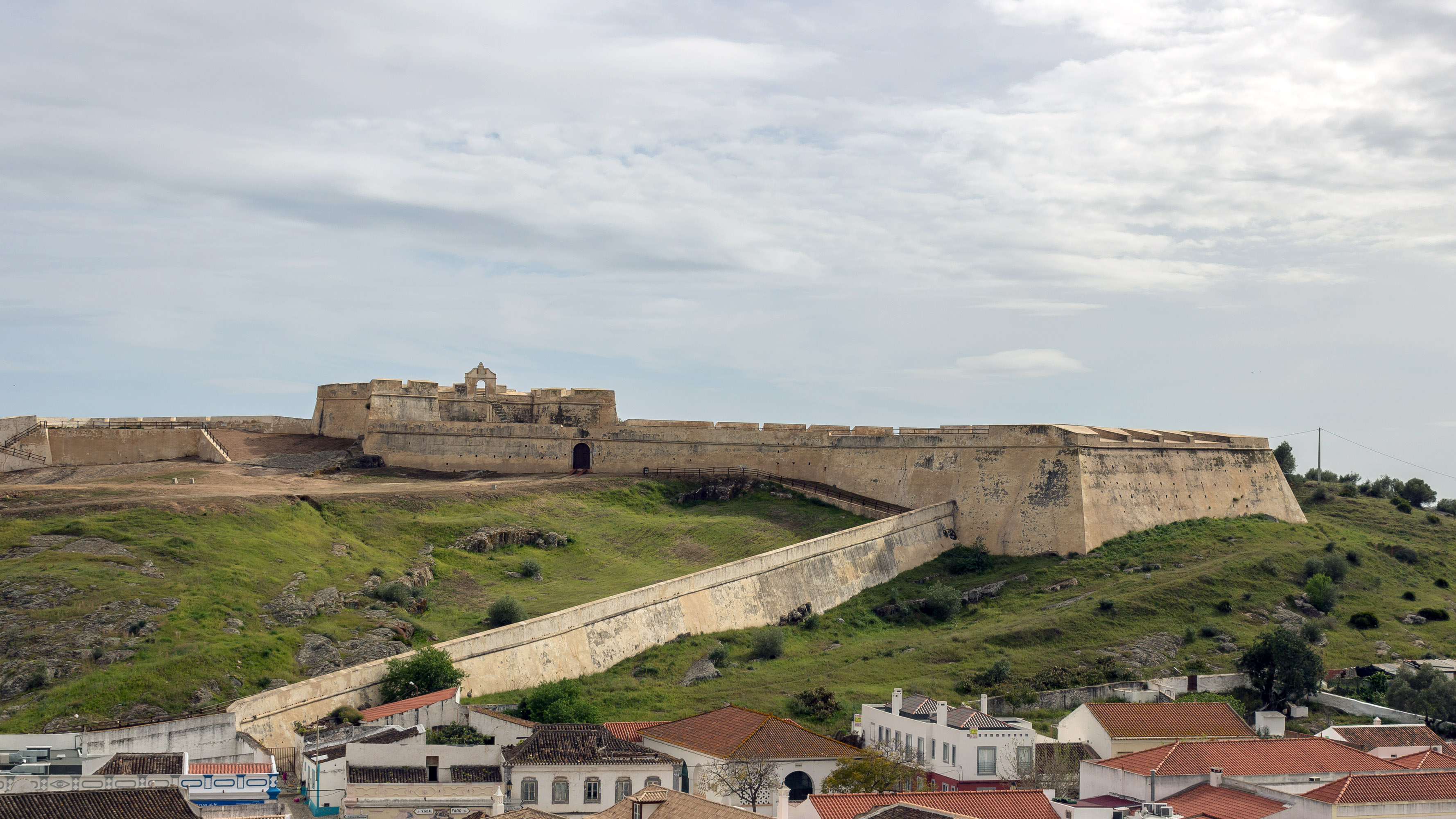

Le fort présente un plan polygonal organique (adapté au terrain), avec cinq bastions : S. Sebastião , Baluarte Cheio , Baluarte das Lezírias , Baluarte da Bandeira.
La porte principale est orientée au nord, vers la ville, et communique avec l'ancien château par un pan de muraille et une entrée couverte. Elle témoigne de l'intégration du système de bastions du XVIIIe siècle siècle à l'ancienne enceinte fortifiée de la ville.